# Hohe Munde

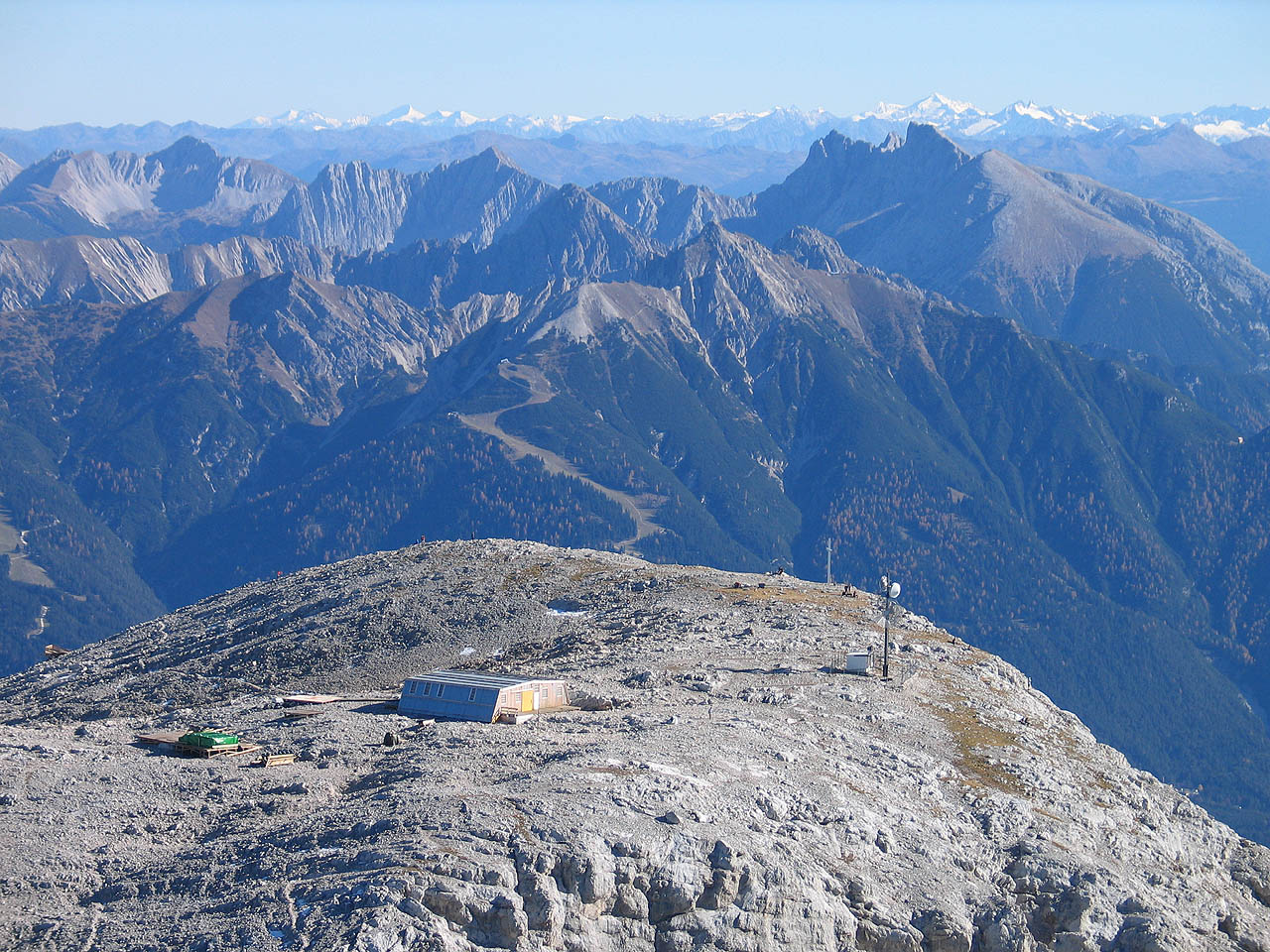
De oostelijke top van de Hohe Munde met daarachter het Karwendelgebergte

De Hohe Munde is een 2662 meter hoge berg in het uiterste oosten van het Miemingergebergte in de Oostenrijkse deelstaat Tirol. De berg bestaat uit een 2662 meter hoge westelijke top en een 2594 meter hoge oostelijke top. De toppen zijn vanuit Moos in de gemeente Leutasch over een makkelijke bergroute, die wel een goede conditie vereist, via de Rauthhütte (1605 meter) bereikbaar. Voor de meer ervaren alpinisten bestaat de mogelijkheid om via de westkam naar de Niedere Munde (2059 meter) af te dalen. De oostflank van de berg is met een afzink onder een hoek van 45 graden geliefd bij skiërs.